# Fuzhou, Jiangxi
Ej att förväxla med Fuzhou i Fujian-provinsen.
Fuzhou, tidigare romaniserat Fuchow, är en stad på prefekturnivå i Jiangxi-provinsen i sydöstra Kina. Den ligger omkring 140 kilometer söder om provinshuvudstaden Nanchang.

## Administrativ indelning
Prefekturen Fuzhou är till ytan något mindre än Värmland. Den egentliga stadskärnan utgörs av stadsdistriktet Linchuan, resten av prefekturens yta utgörs till 89 procent av landsbygd som är indelad i tio härad:
- Stadsdistriktet Linchuan (临川区）
- Häradet Nancheng (南城县)
- Häradet Nanfeng (南丰县)
- Häradet Lichuan (黎川县)
- Häradet Chongren (崇仁县)
- Häradet Le’an (乐安县)
- Häradet Yihuang (宜黄县)
- Häradet Jinxi (金溪县)
- Häradet Zixi (资溪县)
- Häradet Guangchang (广昌县)
- Häradet Dongxiang (东乡县)

## Klimat
Genomsnittlig årsnederbörd är 2 316 millimeter. Den regnigaste månaden är juni, med i genomsnitt 432 mm nederbörd, och den torraste är oktober, med 18 mm nederbörd.